# Ma mélodie d'amour
Pour les articles homonymes, voir mélodie (homonymie).
Singles de Mireille Mathieu
Apprends-moi
(1975) Ciao Bambino, Sorry
(1976)
Pistes de Et tu seras poète
La voie lactée
Ma mélodie d'amour est une chanson de la chanteuse française Mireille Mathieu sortie en 1976 en France sous le label Philips. Le disque s'est écoulé à plus de 150 000 exemplaires cette année-là. La chanson est une adaptation du titre My melody of love du chanteur américain Bobby Vinton datant de 1974. La version originale de Vinton a réussi à atteindre pendant 2 semaines la 3e place du Hot Bilboard 100 américain en novembre 1974.
La face B du 45 tours, L'Anniversaire, est la version française d'une chanson également interprétée par Mireille Mathieu en allemand, Was in Amsterdam geschah.